# Wilhelm Marc

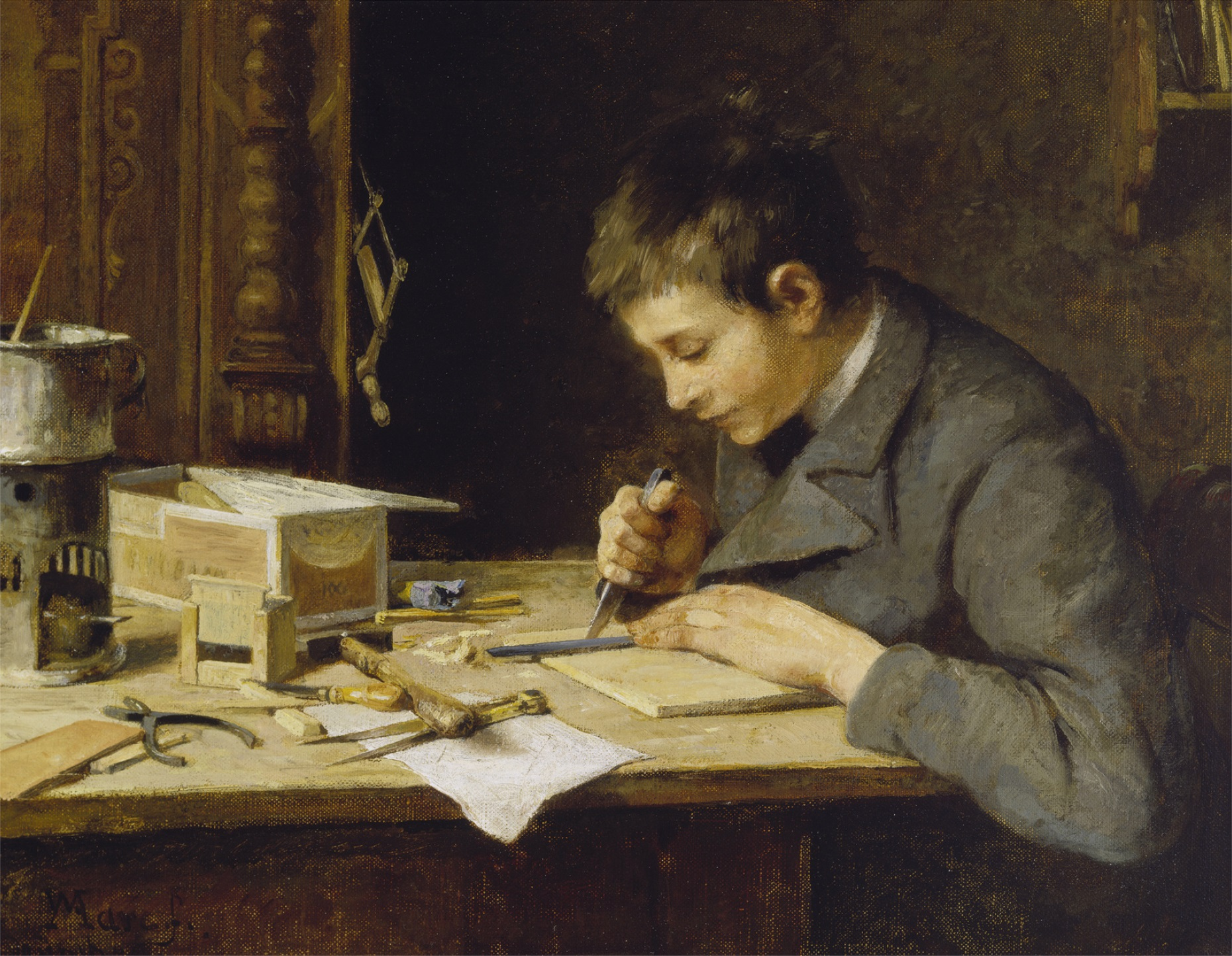
Franz Marc, gravant le bois, vers 1895, Franz Marc Museum, Kochel am See

Moritz Wilhelm Eduard Marc (né le 9 octobre 1839 à Landshut, mort le 26 mai 1907 à Munich) est un peintre bavarois.

## Biographie
Wilhelm Marc est issu d'une famille d'employés de Haute-Bavière. Il a d'abord étudié le droit puis, à partir de 1863, la peinture à l'Académie Royale des Arts de Munich.
Marc s'est consacré à la peinture de paysage et à la peinture de genre. Son professeur fut Erich Correns. En 1895, Marc s'est converti au protestantisme ; dans les années 1800, un de ses ancêtres juifs s'était converti au catholicisme. À la fin des années 1880, malade, Marc a souffert de la sclérose en plaques. Incapable de travailler à partir de 1894, il a bénéficié d'une pension de 750 marks par an.
Ses travaux sont rattachés à l'École de Munich. Il a été chargé par le roi Louis II de Bavière de réaliser des peintures pour les châteaux de Linderhof et de Herrenchiemsee.
Son fils Franz Marc est son deuxième enfant avec sa femme Sophie née Maurice. Le fils aîné, Paul Marc (1877-1949) était byzantiniste.